# Šošiće
Šošiće (cyr. Шошиће) – wieś w Serbii, w okręgu rasińskim, w gminie Brus. W 2011 roku liczyła 85 mieszkańców.